# علي قلي خان الكارتلي
علي قلي خان الكارتلي هو سياسي عثماني شغل منصب والي في الدولة العثمانية.

## مناصبه
تولى المناصب التالية:
- ملك